# 전주 강씨
전주 강씨(全州 姜氏)는 전북특별자치도 전주시를 본관으로 하는 한국의 성씨이다.

## 시조
시조 강대인(姜大人)은 조선 세종대왕 시대 부농 겸 유자(富農 兼 儒者)였다.

## 과거 급제자
전주 강씨는 조선시대 무과 급제자 2명을 배출하였다.
- 강세춘(姜世春, 1596년생) : 1637년(인조 15) 별시(別試) 무과. 거주지 죽산(竹山). 전력 보인(保人). 아버지 보인(保人) 강난손(姜난孫).
- 강응경(姜應京, 1610년생) : 1637년(인조 15) 별시(別試) 무과. 거주지 광주(廣州). 전력 겸사복(兼司僕). 아버지 보인(保人) 강의손(姜義孫)

## 인구
- 1985년 4,570명
- 2000년 17,579명
- 2015년 827명

## 같이 보기
- 진주 강씨